# ケンランカマキリ
ケンランカマキリ（絢爛蟷螂、学名: Metallyticus splendidus）は、カマキリ目ケンランカマキリ科に分類されるカマキリの一種。ハンミョウカマキリともいわれ、生きた化石の一つでもある。

## 分布
インドネシアやマレーシアなど、離島もふくむ東南アジアに分布している。

## 生態
熱帯林に生息し、木の幹や葉の上などにいることが多い。原始的なカマキリだが、他の種と変わらず生きた昆虫やクモなどを食べる。また、共食いもし、飛翔することもできる。その地域に生息する他のカマキリに食べられるときもある。他のカマキリと同じように水は必要不可欠である。
交尾の仕方は、他のカマキリと違い独特で、オスはメスに乗らず生殖口のある腹部末端をオスの副性器にくっつけることで交尾が成立する。ゴキブリもこのような交尾の仕方で、このようなところからも原始的なカマキリだといえる。産卵習性も変わっており、樹皮の隙間や穴に産卵する習性がある。卵鞘は長さ3mmほどである。。

## 特徴
体長3-4 cmとやや小型で、平べったい体をしている。カマは他の種のように長くはなく、胸部も他の種と比べるとやや短い。原始的なカマキリの一種で、ゴキブリのような速さで、木の幹や枝を素早く移動する。また、自然の中で観察すると動きはゴキブリそっくりである。
「ハンミョウカマキリ」とも呼ばれるようにハンミョウのような金属光沢の緑色の体色が特徴であり、世界一美しいカマキリといわれる。体の色はオスとメスでちがい、メスは緑の地色に赤が混じり、オスは全身が光沢のある青色をしている。幼虫も成虫のように光沢がある。

## 近縁種
- モモアカケンランカマキリ（学名: Metallyticus violaceus）
  - ケンランカマキリと同じで、インドネシアやマレーシアなど離島もふくむ東南アジアに分布しており、体長は3-4 cmとやや小型で、平べったい体をしている。原始的なカマキリの一種で、和名通り腿節 (人でいうもも) が赤っぽい色をしている。先ほども紹介したように、成虫・幼虫ともに観賞用としてECサイトで販売されている。幼虫は体色が暗い茶色。ケンランカマキリはオスとメスで体色が違うが、本種の場合はオスとメスで体色が同じ光沢のある黒[5]。